# Ben Slimane Airport
Ben Slimane Airport är en flygplats i Marocko. Den ligger i den norra delen av landet, 50 km sydväst om huvudstaden Rabat. Ben Slimane Airport ligger 178 meter över havet.
Terrängen runt Ben Slimane Airport är lite kuperad. Runt Ben Slimane Airport är det ganska tätbefolkat, med 86 invånare per kvadratkilometer. Närmaste större samhälle är Mohammedia, 15,3 km väster om Ben Slimane Airport. Trakten runt Ben Slimane Airport består till största delen av jordbruksmark.